# Division 1 (Bélgica) 1998-99
La Primera División de Bélgica 1998/99 fue la 96.ª temporada de la máxima competición futbolística en Bélgica.

## Tabla de posiciones
| Pos | Equipo                    | PJ | PG | PE | PP | GF | GC | Pts | DG  | Notas                                                 |
| --- | ------------------------- | -- | -- | -- | -- | -- | -- | --- | --- | ----------------------------------------------------- |
| 1   | K.R.C. Genk               | 34 | 22 | 7  | 5  | 74 | 38 | 73  | +36 | Clasificado a la Liga de Campeones de la UEFA 1999-00 |
| 2   | Club Brugge               | 34 | 22 | 5  | 7  | 65 | 38 | 71  | +27 | Clasificado a la Copa de la UEFA 1999-00              |
| 3   | R.S.C. Anderlecht         | 34 | 21 | 7  | 6  | 76 | 39 | 70  | +37 | Clasificado a la Copa de la UEFA 1999-00              |
| 4   | R.E. Mouscron             | 34 | 19 | 9  | 6  | 76 | 47 | 66  | +29 |                                                       |
| 5   | Lokeren                   | 34 | 17 | 6  | 11 | 69 | 61 | 57  | +8  | Clasificado a la Copa Intertoto de la UEFA 1999       |
| 6   | Standard Liège            | 34 | 17 | 3  | 14 | 55 | 47 | 54  | +8  |                                                       |
| 7   | Lierse S.K.               | 34 | 16 | 6  | 12 | 72 | 47 | 54  | +25 | Clasificado a la Copa de la UEFA 1999-00              |
| 8   | K.A.A. Gent               | 34 | 14 | 10 | 10 | 55 | 59 | 52  | -4  |                                                       |
| 9   | K. Sint-Truidense V.V.    | 34 | 14 | 9  | 11 | 52 | 46 | 51  | +6  | Clasificado a la Copa Intertoto de la UEFA 1999       |
| 10  | K.F.C. Germinal Ekeren    | 34 | 14 | 7  | 13 | 48 | 46 | 49  | +2  |                                                       |
| 11  | KRC Harelbeke             | 34 | 10 | 11 | 13 | 44 | 46 | 41  | -2  |                                                       |
| 12  | K.V.C. Westerlo           | 34 | 11 | 7  | 16 | 56 | 62 | 40  | -6  |                                                       |
| 13  | V.C. Eendracht Aalst 2002 | 34 | 9  | 8  | 17 | 48 | 66 | 35  | -18 |                                                       |
| 14  | R. Charleroi S.C.         | 34 | 7  | 11 | 16 | 40 | 54 | 32  | -14 |                                                       |
| 15  | K.S.K. Beveren            | 34 | 8  | 6  | 20 | 33 | 60 | 30  | -27 |                                                       |
| 16  | K.F.C. Lommel S.K.        | 34 | 7  | 7  | 20 | 33 | 56 | 28  | -23 |                                                       |
| 17  | K.V. Kortrijk             | 34 | 6  | 7  | 21 | 49 | 81 | 25  | -32 | Descenso a la Division II                             |
| 18  | K.V. Oostende             | 34 | 4  | 10 | 20 | 27 | 79 | 22  | -52 | Descenso a la Division II                             |

PJ = Partidos jugados; PG = Partidos ganados; PE = Partidos empatados; PP = Partidos perdidos; GF = Goles a favor; GC = Goles en contra; Pts = Puntos; DG = Diferencia de goles